# Mountain View (Arkansas)
Mountain View – miasto w Stanach Zjednoczonych, w stanie Arkansas, siedziba administracyjna hrabstwa Stone.